# سیارک ۲۱۸۵۸
سیارک ۲۱۸۵۸ (به انگلیسی: 21858 Gosal، نامگذاری:1999TY155) بیست و یک هزار و هشتصد و پنجاه و هشتمین سیارک کشف شده‌است که در ۷ اکتبر ۱۹۹۹ کشف شد.
قدر مطلق سیارک برابر ۲۰.۴ است.